# Rosa Diamante
A Rosa Diamante (Gyémántrózsa) egy 2012 és 2013 között készült amerikai-mexikói telenovella a Telemundo-Argostól. Főszereplői: Carla Hernández, Mauricio Ochmann és Lupita Ferrer. A sorozat 2012. július 10-én került adásba a Telemundo csatornán. Magyarországon még nem vetítették.

## Történet
|  | Alább a cselekmény részletei következnek! |

18 évvel ezelőtt Raquel egy csecsemőt hagyott egy bentlakásos iskola igazgatónőjénél. Rosa itt nő fel legjobb barátnőjével, Evával együtt.
Miután Eva meghal egy tragikus autóbalesetben, Rosa felveszi barátnője személyazonosságát.
|  | Itt a vége a cselekmény részletezésének! |

## Szereplők

### Főszereplők
| Színész(nő)          | Szerepnév                  | Megjegyzés                                                                                  |
| -------------------- | -------------------------- | ------------------------------------------------------------------------------------------- |
| Mauricio Ochmann     | José Ignacio Altamirano    | Gerardo fia, Junior és Lucía testvére                                                       |
| Lupita Ferrer        | Rosaura Sotomayor          | Eduardo felesége, Rosa édesanyja                                                            |
| Carla Hernández      | Rosa Puentes               | Rosaura és Antonio lánya, Eva barátnője és nagynénje                                        |
| Patricio Castillo    | Eduardo Sotomayor          | Rosaura férje, Leticia testvére, Eva nagyapja                                               |
| Claudia Ramírez      | Raquel Altamirano          | Gerardo felesége, Lucía édesanyja                                                           |
| Begoña Narváez       | Bárbara Montenegro         | Rodolfo lánya, Martín testvére, Eva unokatestvére                                           |
| Sofía Lama           | Andrea Fernández           | Ernesto lánya, Eva testvére                                                                 |
| Luis Xavier          | Gerardo Altamirano         | Raquel férje, Junior, José Ignacio és Lucía édesapja                                        |
| Manuel Balbi         | Gabriel Robles             | Eduardo ügyvédje                                                                            |
| Luciana Silveyra     | Miss Margaret Brigdes      | Iskolaigazgató                                                                              |
| Néstor Rodulfo       | Ramón Gómez                | Sofőr, Margaret szeretője                                                                   |
| Marco de Paula       | Gerardo 'Junior'Altamirano | Gerardo fia, José Ignacio és Lucía testvére                                                 |
| Patricia Conde       | Leticia Sotomayor          | Edurado testvére, Rodolfo édesanyja                                                         |
| Ignacio Riva-Palacio | Martín Montenegro          | Rodolfo fia, Bárbara testvére, Eva unokatestvére                                            |
| Heriberto Méndez     | Sergio Escobar             | José Ignacio barátja                                                                        |
| Mariana Villalvazo   | Lucía Altamirano           | Raquel és Gerardo lánya, Junior és José Ignacio testvére                                    |
| Ofelia Guiza         | Chole                      | Cseléd a Sotomayor-házban                                                                   |
| Thalí García         | Eva Sotomayor              | Rosaura és Eduardo unokája, Ernesto lánya, Rosa barátnője és unokahúga, Eduardito édesanyja |
| Constantino Costas   | Rodolfo Montenegro         | Leticia fia, Bárbara és Martín édesapja                                                     |
| Marco Treviño        | Antonio Andrade            | Orvos, Rosa édesapja                                                                        |
| Citiali Galindo      | Francisca                  | Kávéháztulajdonos                                                                           |

### Vendég- és mellékszereplők
| Színész(nő)      | Szerepnév         | Megjegyzés                  |
| ---------------- | ----------------- | --------------------------- |
| Aline Marrero    | Alicia            | Juan Ignacio asszisztense   |
| Gustavo Navarro  | Federico          | A "Venus" főtervezője       |
| Ileana Pereira   | La Pelos          | Rab a börtönben             |
| Irineo Álvarez   | Gustavo Manrique  | Ügyész                      |
| Iván Bronstein   | Horacio Villareal |                             |
| Julieta Grajales | María Corina      | Bárbara barátnője           |
| Sofía Ruíz       | Cristina          | Cseléd az Altamirano-házban |
| Tamara Mazarrasa | Graciela          | Ápolónő                     |
| Tsuria Díaz      | Valeria           | Lucía barátnője             |

## Korábbi verzió
Az 1994-ben készült argentin Perla Negra, Andrea Del Boca és Gabriel Corrado főszereplésével.

## Fordítás
- Ez a szócikk részben vagy egészben  a   Rosa Diamante című angol Wikipédia-szócikk fordításán alapul.  Az eredeti cikk szerkesztőit annak laptörténete sorolja fel. Ez a jelzés csupán a megfogalmazás eredetét és a szerzői jogokat jelzi, nem szolgál a cikkben szereplő információk forrásmegjelöléseként.